# Heilig Hartbeeld (Berg aan de Maas)
Het Heilig Hartbeeld is een standbeeld in de Nederlandse plaats Berg aan de Maas, in de provincie Limburg.

## Achtergrond
Pastoor Ernest F.H. van Eys (1881-1944) nam het initiatief om te komen tot de oprichting van een Heilig Hartbeeld. Voor de kosten, totaal inclusief plaatsing bijna 1400 gulden, werden extra collectes en een inzameling gehouden. De familie Paddue schonk 900 gulden voor het beeld, hun naam wordt ook in de voet vermeld. Het beeld, gemaakt in het Geleense Atelier J.W. Ramakers en Zonen, werd op zondag 19 mei 1935 onthuld en ingewijd door monseigneur Cloots. Het staat in de nabijheid van de Sint-Michaëlkerk.

## Beschrijving
Het beeld toont een Christusfiguur ten voeten uit, gekleed in een lang gewaad en omhangen met een mantel. Hij houdt zijn beide armen langs het lichaam en toont in zijn gestrekte handen de stigmata. Op zijn borst is binnen een stralenkrans het vlammend Heilig Hart zichtbaar, omwonden door een doornenkroon en bekroond met een kruis.
Op de sokkel staat het opschrift: 

KOMT ALLEN TOT MY